# Окойомов Іван Кіндратович
Іва́н Кіндра́тович Окойо́мов (нар. 1866 — пом.?) — педагог, колезький радник.

## Життєпис

### Родина
Народився 1866 року в сім'ї священика.

### Освіта
1893 року закінчив Імператорський Варшавський університет та отримав звання дійсного студента і учителя гімназії.

### Трудова діяльність
На державній службі та у відомстві Міністерства народної освіти з 1 вересня 1893 року.
У джерелах стосовно державної служби починає згадуватися у 1896-1898 навчальних роках як викладач математики Варшавської п'ятої гімназії спочатку без чину, у 1898-1899 навчальному році — у чині губернський секретар, у 1899-1900 навчальному році — у чині колезький секретар, у 1900-1903 навчальних роках — у чині титулярний радник.
У 1904-1906 навчальних роках у чині колезький асесор працює в інспекції Імператорського Варшавського університету.
У 1907-1910 навчальних роках у чині надвірний радник працює директором Острозької чоловічої гімназії.
З 21 червня 1909 року став Головою Ради Братства імені князів Острозьких, яке було створено 1908 року в Острозі у зв'язку з 300-річчям з дня смерті князя В. К. Острозького..
У 1910-1914 навчальних роках працює директором чоловічої гімназії та жіночої гімназії у місті Златополі у чині колезький радник (з вислугою з 1 вересня 1910 року).
1913 року — почесний мировий суддя з'їзду мирових суддів.
Викладає також і в Суворовському кадетському корпусі у Варшаві.

### Нагороди
- Орден Святої Анни 3 ступеня[1].
- Орден Святого Станіслава 2 ступеня (1 січня 1909[1]).
- Медаль «В пам'ять царювання імператора Олександра III»[1].

## Сім'я
Дружина ? — православна.
Діти:
- Донька ? (нар. 1892)[1].
- Син ? (нар. 1894)[1].
- Донька ? (нар. 1896)[1].
- Донька ? (нар. 1899)[1].
- Донька ? (нар. 1905)[1].
- Донька ? (нар. 1907)[1].

## Зазначення
1. 1 2 3 4 5 6 7 8 9 10 11 12 13 14  Список лиц, служащих по ведомству Министерства народного образования на 1913 год. — СПб : Сенатская типография, 1912. — С. 583.(рос. дореф.)
2. ↑  Державний архів Кіровоградської області. Список службовців Златопільської чоловічої гімназії на 1913—1914 навчальний рік. Ф. 499 оп. 1 спр. 872 С. 1 [Архівовано 30 листопада 2016 у Wayback Machine.](рос. дореф.)
3. ↑  Адрес-Календарь. Общая Роспись начальствующих и прочих должностных лиц по всем управлениям в Российской Империи на 1897 год. Часть 1 и 2. Ч. 1 С. 289 [Архівовано 20 грудня 2016 у Wayback Machine.](рос. дореф.)
4. ↑  Адрес-Календарь. Общая Роспись начальствующих и прочих должностных лиц по всем управлениям в Российской Империи на 1898 год. Часть 1 и 2. Ч. 1 С. 295 [Архівовано 26 лютого 2015 у Wayback Machine.](рос. дореф.)
5. ↑  Адрес-Календарь. Общая Роспись начальствующих и прочих должностных лиц во всем управлении Российской Империи. Часть 1 и 2. Ч. 1 С. 298 [Архівовано 7 травня 2017 у Wayback Machine.](рос. дореф.)
6. ↑  Адрес-Календарь. Общая роспись начальствующих и прочих должностных лиц по всем управлениям в Российской Империи на 1900 год, часть 1 и 2. Ч. 1 С. 305 [Архівовано 10 травня 2017 у Wayback Machine.](рос. дореф.)
7. ↑  Адрес-Календарь. Общая роспись начальствующих и прочих должностных лиц по всем управлениям в Российской Империи на 1901 год, часть 1 и 2. Ч. 1 С. 313 [Архівовано 10 квітня 2011 у Wayback Machine.](рос. дореф.)
8. ↑  Адрес-Календарь. Общая роспись начальствующих и прочих должностных лиц по всем управлениям в Российской Империи на 1902 год, часть 1 и 2. Ч. 1 С. 313 [Архівовано 10 травня 2017 у Wayback Machine.](рос. дореф.)
9. ↑  Адрес-Календарь. Общая роспись начальствующих и прочих должностных лиц по всем управлениям в Российской Империи на 1903 год. Часть 1. С. 311 [Архівовано 10 травня 2017 у Wayback Machine.](рос. дореф.)
10. ↑  Адрес-Календарь. Общая роспись начальствующих и прочих должностных лиц по всем управлениям в Российской Империи на 1905 год, часть 1 и 2. Ч. 1 С. 333 [Архівовано 7 травня 2017 у Wayback Machine.](рос. дореф.)
11. ↑  Адрес-Календарь. Общая роспись начальствующих и прочих должностных лиц по всем управлениям в Российской Империи на 1906 год, часть 1. С. 348. [Архівовано 5 листопада 2016 у Wayback Machine.](рос. дореф.)
12. ↑  Адрес-Календарь. Общая роспись начальствующих и прочих должностных лиц по всем управлениям в Российской Империи на 1908 год, часть 1 и 2. Ч. 1 С. 281 [Архівовано 5 листопада 2016 у Wayback Machine.](рос. дореф.)
13. ↑  Адрес-Календарь. Общая роспись начальствующих и прочих должностных лиц по всем управлениям в Российской Империи на 1909 год, часть 1 и 2. Ч. 1 С. 305 [Архівовано 5 листопада 2016 у Wayback Machine.](рос. дореф.)
14. ↑  Адрес-Календарь. Общая Роспись начальствующих и прочих должностных лиц по всем управлениям в Российской империи на 1910 год. Часть 1 и 2. Ч. 1 С. 326 [Архівовано 30 жовтня 2016 у Wayback Machine.](рос. дореф.)
15. ↑  Чорнобрива Н. Братство ім. князів Острозьких як центр краєзнавства на Волині на початку ХХ ст.//Науковий блоґ НаУ «Острозька Академія». Архів оригіналу за 25 листопада 2016. Процитовано 13 грудня 2016.
16. ↑  Адрес-Календарь. Общая Роспись начальствующих и прочих должностных лиц по всем управлениям в Российской империи на 1911 год. Часть 1 и 2. Ч. 1 С. 349 [Архівовано 2 квітня 2015 у Wayback Machine.](рос. дореф.)
17. ↑  Адрес-Календарь. Общая Роспись начальствующих и прочих должностных лиц по всем управлениям в Российской империи на 1912 год. Часть 1 и 2. Ч. 1 С. 364 [Архівовано 3 листопада 2016 у Wayback Machine.](рос. дореф.)
18. ↑  Адрес-Календарь. Общая Роспись начальствующих и прочих должностных лиц по всем управлениям в Российской империи на 1913 год. Часть 1 и 2. Ч. 1 С. 390 [Архівовано 3 листопада 2016 у Wayback Machine.](рос. дореф.)
19. ↑  Адрес-Календарь. Общая Роспись начальствующих и прочих должностных лиц по всем управлениям в Российской империи на 1914 год. Часть 1 и 2. Ч. 1 С. 428 [Архівовано 3 листопада 2016 у Wayback Machine.](рос. дореф.)
20. ↑  Варшавский кадетский корпус имени А. В. Суворова//Генеалогический форум ВГД [Архівовано 20 грудня 2016 у Wayback Machine.](рос.)